# 陽江合山空港
陽江合山空港（ようこうごうざんくうこう）は中華人民共和国広東省陽江市陽東区合山鎮に位置する民間の飛行場。専ら自家用操縦士免許の操縦訓練を行う。比較的に日本人の訓練生が多い。